# João Cancelo
João Pedro Cavaco Cancelo (n. 27 mai 1994, Barreiro, Zona metropolitană Lisabona, Portugalia) este un fotbalist portughez, care joacă pe post de fundaș lateral la Al-Hilal în Liga Profesionistă din Arabia Saudită. Pe plan internațional, are prezențe la națională pentru Portugalia U16⁠(d), Portugalia U17⁠(d), Portugalia U18⁠(d), Portugalia U19⁠(d), Portugalia U20⁠(d), Portugalia U21⁠(d) și Portugalia.

## Carieră

### S. L. Benfica
João Cancelo s-a alăturat echipei de tineret a lui S. L. Benfica la 14 ani. Pe 28 iulie 2012 a debutat cu prima echipă într-un meci amical împotriva lui Gil Vicente, jucând cele 90 de minute ca fundaș dreapta. În urma prezenței sale la Benfica B, a fost promovat ca un posibil înlocuitor pentru Maximiliano Pereira în prima echipă.
La 5 ianuarie 2013, viața sa a primit o lovitură gravă când a suferit un accident de circulație în care a murit mama sa. A continuat să fie rezervă pentru prima echipă, dar a jucat ocazional și pentru tineret, iar pe 18 mai 2013, a marcat cele două goluri decisive în victoria cu 2-1 împotriva lui Rio Ave, care a proclamat-o pe Benfica campioană de tineret.
Pe 25 ianuarie 2014, și-a făcut debutul oficial la prima echipă în Cupa Ligii, când a intrat de pe bancă într-o victorie 1-0 cu Gil Vicente.

### Valencia C. F.
În august 2014 a călătorit la Valencia (Spania) pentru a se alătura primei echipe a clubului de fotbal Valencia CF prin reprezentantul său Jorge Mendes, după ce a obținut o opțiune de cumpărare asupra drepturilor sale compania Meriton Holding Ltd a miliardarului Peter Lim, care se afla în negocieri pentru achiziția clubului valencian. Pe 20 august, contractul de împrumut pentru un sezon a fost făcut oficial cu o opțiune de cumpărare de 15 milioane de euro.

### Împrumut la Inter
În august 2017, Cancelo a fost împrumutat la Inter Milano pentru un sezon cu o opțiune de cumpărare care ajungea la 35 de milioane de euro.
În ciuda interesului lui Inter de a-l menține pe jucător în lotul său, nu și-a asumat opțiunea de cumpărare marcată de Valencia.

### Juventus
Valencia a auzit oferte pentru jucător atunci când Inter nu și-a exercitat opțiunea de cumpărare. A fost atunci când, Juventus Torino, campioana Seriei A, a pariat definitiv pe el și a plătit 40,4 milioane de euro lui Valencia pentru portughezul de 24 de ani.

### Manchester City
Pe 7 august 2019, Cancelo a semnat cu clubul din Premier League, Manchester City, un contract pe șase ani în valoare de 27,4 milioane de lire sterline. În schimb, Danilo a fost trimis la Juventus, echivalentul a 60 de milioane de lire sterline, ceea ce l-a făcut cel mai scump fundaș dreapta din istorie. Pe 25 august, a debutat în Premier League împotriva lui AFC Bournemouth, intrând de pe bancă în locul lui Kyle Walker într-o victorie cu 3-1. Pe 18 decembrie, a marcat primul său gol pentru City într-o victorie în deplasare cu 3-1 împotriva lui Oxford United în sferturile de finală ale Cupei EFL.

#### Împrumut la Bayern
Pe 31 ianuarie 2023, Cancelo a fost împrumutat la Bayern München pentru restul sezonului cu o opțiune de cumpărare pentru 70 de milioane de euro (61,6 milioane de lire sterline). Ulterior, The Athletic a relatat că Cancelo s-a certat cu antrenorul său, Pep Guardiola, din cauza lipsei de minute. După Cupa Mondială FIFA 2022, Cancelo a început să-și piardă locul în primul unsprezece în fața lui Nathan Aké și Rico Lewis, iar după ce a apărut din nou pe bancă pentru al treilea meci consecutiv într-un meci din Cupa FA împotriva lui Arsenal, relația lor a ajuns la punctul de ruptură, ceea ce a dus la plecarea lui Cancelo de la club sub formă de împrumut.

#### Împrumut la Barcelona
După împrumutul său la Bayern, Cancelo s-a întors la Manchester City pentru presezon, deși nu a participat la niciunul dintre primele trei meciuri ale lui City din Premier League, FA Community Shield sau Supercupa Europei UEFA, deoarece încerca să finalizeze o mutare departe de club. Pe 3 august, Cancelo a fost de acord cu termenii personali pentru a se alătura clubului Barcelona din La Liga, antrenorul clubului, Xavi, care dorea să-l transfere în ianuarie, identificându-l ca o țintă prioritară. În ultimele momente ale perioadei de transferuri de vară, Bayern a contactat Manchester City pentru a-l recupera pe Cancelo împrumutat încă o dată, din cauza dificultăților financiare ale Barcelonei legate de reglementările Fair Play Financiar din La Liga. Cu toate acestea, pe 1 septembrie, Barcelona a confirmat semnarea unui împrumut pentru un sezon, după ce La Liga a acceptat garanțiile financiare oferite de consiliul de administrație al Barcelonei, ceea ce i-a permis să fie înregistrat în La Liga.

### Al-Hilal
Pe 27 august 2024, Cancelo a semnat un contract pe trei ani cu Al-Hilal din Liga Pro Saudita, în valoare estimată la 21,2 milioane de lire sterline.